# Brennhilfsmittel
Im Hinblick auf eine effiziente Brenntechnik werden sogenannte Brennhilfsmittel eingesetzt. Sie dienen dazu, die Rohlinge in einem Brennofen so anzuordnen und zu stabilisieren, dass sie sich nicht verformen oder miteinander verkleben. Sie sind in der Regel aus Keramik oder Metall gefertigt, oder aus Mischformen dieser beiden Materialien. Im Unterschied dazu ist eine Bomse ein ungebrannter Hilfskörper, der während des Brennens nahezu die gleiche Schrumpfung erfährt wie das Brenngut. Keramiken werden bei hohen Temperaturen gebrannt. Hierbei erhalten sie ihre endgültigen Eigenschaften. Da die keramischen Produkte während des Brennprozesse diverse Umwandlungsprozesse erfahren sind diese Produkte während des „Brandes“ nicht immer formstabil.
Die Brennhilfsmittel haben neben diesem unterstützenden Effekt aber auch den Nachteil, dass sie den Energieverbrauch während des Brennprozesses stark beeinflussen. Die Verfahrenstechniker bzw. die Konstrukteure des Ofenbauers haben bei der Entwicklung der verschiedenen Öfen, wie z. B. Tunnelöfen die Gestaltung der Brennhilfsmittel besonders hinsichtlich ihrer energetischen Beeinflussung zu optimieren.